# مرحله چهارم
مرحله چهارم (به انگلیسی: Phase IV) فیلمی محصول سال ۱۹۷۴ و به کارگردانی سال بس است. در این فیلم بازیگرانی همچون مایکل مورفی، نایجل داونپورت، لین فردریک ایفای نقش کرده‌اند.